# Chalcophorinae
Sous-famille
Les Chalcophorinae sont un sous-famille d'insectes de l'ordre des coléoptères.

## Liste des genres, espèces et sous-espèces
Selon NCBI (28 août 2014) :
- genre Chrysochroa
  - Chrysochroa fulgens
    - sous-espèce Chrysochroa fulgens ephippigera

  - Chrysochroa fulgidissima
    - sous-espèce Chrysochroa fulgidissima alternans

  - Chrysochroa purpureiventris
    - sous-espèce Chrysochroa purpureiventris marinae

  - Chrysochroa rajah
    - sous-espèce Chrysochroa rajah thailandica

  - Chrysochroa rugicollis
- genre Dicerca
  - Dicerca divaricata
  - Dicerca obscura